# Союз ТМ-16
Союз ТМ-16 е пилотиран космически кораб от серията „Союз ТМ“ към станцията „Мир“ и 92-ви полет по програма „Союз“.

## Екипаж

### При старта

#### Основен
- Генадий Манаков(2) – командир
- Александър Полещук(1) – бординженер

#### Дублиращ
- Василий Циблиев – командир
- Юрий Усачев – бординженер

### При кацането
- Генадий Манаков – командир
- Александър Полещук – бординженер
- Жан-Пиер Еньоре – космонавт-изследовател

## Параметри на мисията
- Маса: 7150 кг
- Перигей: 393 км
- Апогей: 394 км
- Наклон на орбитата: 51,6°
- Период: 92,4 мин

## Описание на полета
„Союз ТМ-16“ е първият и единствен космически кораб от типа „Союз“, оборудван с нестандартна скачваща система (АПАС-89) и скачен не към базовия блок на станцията или модула Квант, а към модула Кристал. Тя представлява усъвършенстван вариант на използвания при съвместния полет Аполо-Союз „АПАС-75“. Тази система позволявала всеки един от двата скачвани обекти да бъде и активен и пасивен при скачването. Тази система впоследствие се използвала както при съвместната програма Мир-Шатъл, така и при скачването на совалките с МКС и в някои модули на МКС.
Научната работа по време на полета включвала експерименти в областта на материалознанието, астрофизиката билогията и медицината. Проведени са 140 наблюдения на Земята, при които са предсказани добивите от селскостопанска продукция, търсене на полезни изкопаеми, наблюдаване е вулканичната активност в инфрачервения диапазон и проучване местата на хвърляне на хайвера на някои видове риби. Правени са също измервания на космическите лъчения, наблюдения на звездите в ултравиолетовия диапазон, изследвани са горните слоевв на атмосферата (включително концентрацията на озона). Проведено е и търсенето на междупланетни прахови облаци, рентгенови източници и тежки елементи в нашата галактика. Изучавано е и поведението и възможността за използване на разтопени метали в безтегловност. Изследван е и процеса на разтопяване и смесване на металите в електростатично и магнитно поле. Едновременно с това се измервала и степента на облъчване вътре в станцията и изпитване на топлозащитни бои.
По време на двете излизания в открития космос на 14 април и 18 юни е подготвено преместването на две слънчеви батерии от модула „Кристал“ на модула „Квант“. За тази цел е положен кабел и е поставен прибор за позициониране на слънчевите панели.

### Космически разходки
| № | Участници                          | Начало                  | Край                    | Продължителност    |
| - | ---------------------------------- | ----------------------- | ----------------------- | ------------------ |
| 1 | Александър Полещук Генадий Манаков | 19 април 1993 17:15 UTC | 19 април 1993 22:40 UTC | 5 часа и 25 минути |
| 2 | Александър Полещук Генадий Манаков | 18 юни 1993 17:25 UTC   | 18 юни 1993 21:58 UTC   | 4 часа и 33 минути |

По време на полета са посрещнатаи и разтоварени транспортните кораби „Прогрес М-16, М-17 и М-18“.
На 22 юли екипажът на тринадесета основна експедиция на станцията „Мир“, заедно с френския космонавт Ж. Еньоре (пристигнал със Союз ТМ-17) успешно се приземяват в района на град Жезказган в Казахстан.